# Harm Rykena
Harm Rykena (* 16. September 1963 in Bremerhaven) ist ein deutscher Politiker (AfD). Er ist seit November 2017 Mitglied des Niedersächsischen Landtags.

## Leben
Nach dem Abitur 1983 absolvierte Harm Rykena bis 1985 seinen Wehrdienst. Sodann studierte er zunächst an der TU Braunschweig. Schon 1986 wechselte er aber an die Universität Hannover. 1991 legte er die erste Staatsprüfung für das Lehramt an Grund- und Hauptschulen ab. Nach dem Vorbereitungsdienst und der zweiten Staatsprüfung in Hannover war er als Lehrer im Landkreis Cloppenburg tätig, von 2000 bis 2017 als Konrektor der Grundschule Ahlhorn.
Rykena ist geschieden, hat drei Kinder und lebt in Ahlhorn, einem Ortsteil von Großenkneten im Landkreis Oldenburg.

## Politik
Harm Rykena trat 2013 der Alternative für Deutschland (AfD) bei. Seitdem ist er Mitglied des Vorstandes des Kreisverbandes „Oldenburg Land, Wesermarsch und Delmenhorst“. Von 2014 bis 2015 war er Kreisvorsitzender, seitdem ist er stellvertretender Kreisvorsitzender.
Harm Rykena gehört seit 2016 dem Gemeinderat der Gemeinde Großenkneten an.
Bei der Landtagswahl 2017 trat er als Direktkandidat im Wahlkreis Oldenburg-Land sowie auf Platz 9 der AfD-Landesliste an. Aufgrund seines Listenplatzes zog er in den Landtag ein. Ab der Auflösung der AfD-Fraktion im Niedersächsischen Landtag bis zum Ende der Legislaturperiode im November 2022 war Rykena als fraktionsloser Abgeordneter tätig. Bei der Landtagswahl 2022 zog er erneut über die Landesliste der AfD in den Landtag ein.